# 허버트 블루머
허버트 조지 블루머(Herbert George Blumer, 1900년 3월 7일 ~ 1987년 4월 13일)는 미국의 사회학자로 주로 상징적 상호작용과 사회 연구 방법에 대해 연구하였다. 조지 허버트 미드 사회심리학의 해석자로서 여러 저술을 내었으며 후에 저서 《상징적 상호작용》(Symbolic Interactionism, 1986)으로 남겼다. 1928년에 시카고 대학교에서 박사학위를 받고 1927년부터 1952년까지 시카고 대학교에서 강의하였다. 1941년부터 1952년까지 《미국 사회학 저널》의 편집자, 1952년 미국사회학회 회장을 맡았다.
1925년부터 1933년까지 애리조나 카디널스의 전신인 시카고 카디널스(Chicago Cardinals)에서 프로 미식축구 선수로 활동하기도 하였다.